# Skurup
Skurup er en by med cirka 7.000 indbyggere i det sydlige Skåne. Den er hovedby i Skurups kommun, Skåne län, Sverige.
Det fleste huse i byen er enfamiliehuse, men der er også flerfamiliehuse med op til 3 etager. Der er fire folkeskoler og skoler med journalistuddannelse og landbrugsskole.
Byen ligger ved jernbanen mellem Malmø og Ystad, og der er også direkte togforbindelse til København, idet færgetoget til Ystad standser i Skurup. Malmøs internationale lufthavn i Sturup ligger 15 min. fra Skurup i bil.
Kommunens byvåben er ganske nyt. Det er inspireret af et træ på Zimmermans høj, som er meget iøjnefalde lige ved frakørslen til byen fra landevejen, E65. Desuden symboliseres de tre bronzealderhøje, Vermunds høje, som har givet navn til landsbyerne Östra- og Västra Vemmenhög.
Byens vartegn er en tamgås med den forvandlede bondedreng Nils Holgersen på ryggen. Ifølge Selma Lagerlöfs roman Nils Holgersens forunderlige rejse gennem Sverige fra 1906 kom han fra en gård i Västra Vemmenhög sogn syd for Skurup.

## Historie
Skurup Kirke er fra 1100-tallet. Nordvest for byen ligger Svaneholm Slot fra 1530; her lå tidligere en middelalderborg. De følgende år var byen underlagt godsejeren. I 1790-erne gennemførtes udflytningen af gårdene. Jernbanen mellem Malmø og Ystad – også kaldet Grevebanen – åbnedes i 1874, og byen udviklede sig herefter hurtigt. Erhvervslivet udviklede sig med teglværk, mejeri og fabrikation af landbrugsredskaber. Skurup fik köpingrettigheder i 1914.

## Egnen
Landskabet omkring Skurup er præget af Romeleåsen mod nord, den flade kystslette Søndersletten mod syd, og det blødt bakkede agerland mellem åsen og sletten.
I området er der to store søer: Svaneholm Sø (svensk: Svaneholmssjön) og Næsbyholm Sø (svensk: Näsbyholmssjön).
Næsbyholm Sø var oprindeligt den næststørste sø i det sydlige Skåne. Omkring 1860 blev den næsten tørlagt og udlagt som landbrugsland. I 2004 blev søen reetableret med en tiendedel af det oprindelige areal.

## Venskabsbyer
Skurup har to venskabsbyer:
- Maszlow, Polen
- Franzburg/Richtenberg, Tyskland

## Stenkastning efter biler
I perioden april - juni 2021 kom Skurup i fokus efter et stort antal stenkast efter biler, der kørte ad E65 forbi Skurup. Af ukendte årsager, med få undtagelser, blev danske bilister udsat for stenkast på deres rejse til eller fra Ystad, hvor færgen til Bornholm sejler. Begivenhederne fik stor medieopmærksomhed og var også oppe på politisk niveau i både Danmark og Sverige. Politiet indsatte store ressourcer i juni 2021 og formåede i løbet af denne periode at stoppe angrebene fuldstændigt; men den 13. juli kom en ny politirapport om en dansk bilist, der lige vest for Skurup blev ramt af en sten i forruden, hvilket var den 100. registrering i træk siden 3. april 2021.